# Skarfskerry
Skarfskerry (o Scarfskerry; in lingua gaelica scozzese: Sgarbh Sgeir) è l'insediamento abitato più a nord della Scozia e dell'intera Gran Bretagna, non considerando le isole. Si trova nella regione di Caithness, su una piccola penisola a nord-est di Thurso, poco fuori dalla strada A836. Il nome proviene dall'antico norreno e significa "roccia dei cormorani". Storicamente, apparteneva alla Parrocchia di Dunnet, insieme a Brough.

## Geografia fisica
Il centro abitato rurale consiste di una serie di terreni recintati ed abitazioni, oltre a un piccolo porto con annesso molo, che però non viene più utilizzato per scopi commerciali, anche se operano alcune imbarcazioni che conducono i turisti a vedere i lagenorinchi rostrobianco, balenottere minori e focene. Il molo, lungo circa 150 iarde, presenta una piccola ansa sul lato sud-occidentale, e una piccola spiaggia rocciosa continua verso il vicino villaggio di Ham. Il villaggio contiene anche una piccola chiesa battista, ed è sede dell'Organizzazione Nazionale Scozzese della British Divers Marine Life Rescue. Skarfskerry Point, una punta di terra biforcata, alta 30 piedi, segna il punto di ingresso orientale della Baia di Brough. Il Loch of Mey si trova poco a sud-est del villaggio.

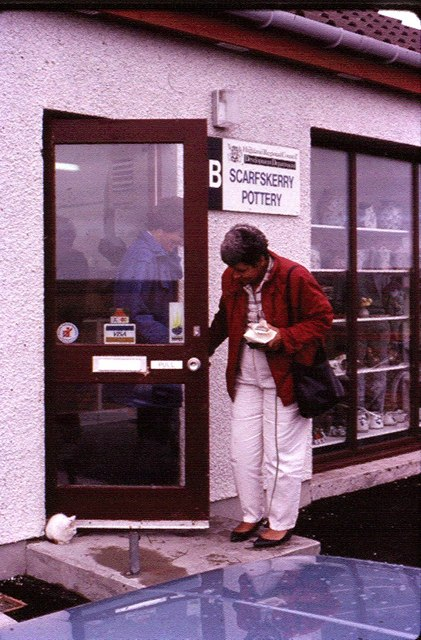
Scarfskerry Pottery (spostata a John o' Groats nel 1986)
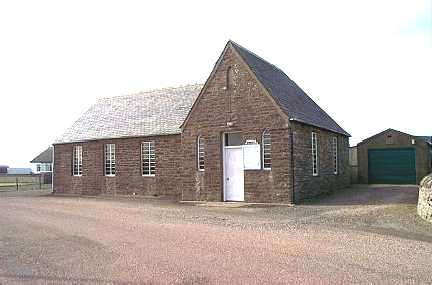
Chiesa battista
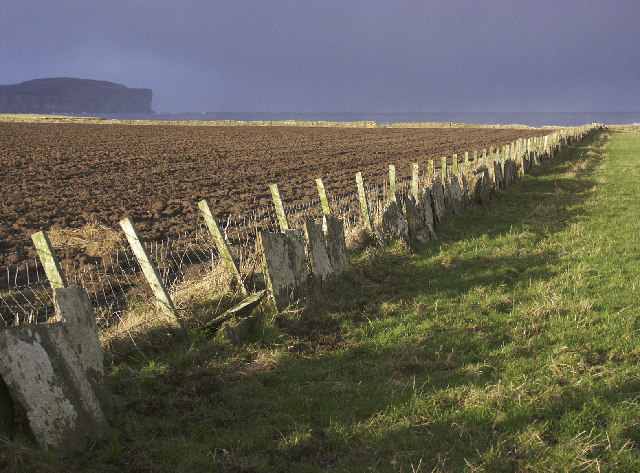
Fattorie presso Skarfskerry, Caithness
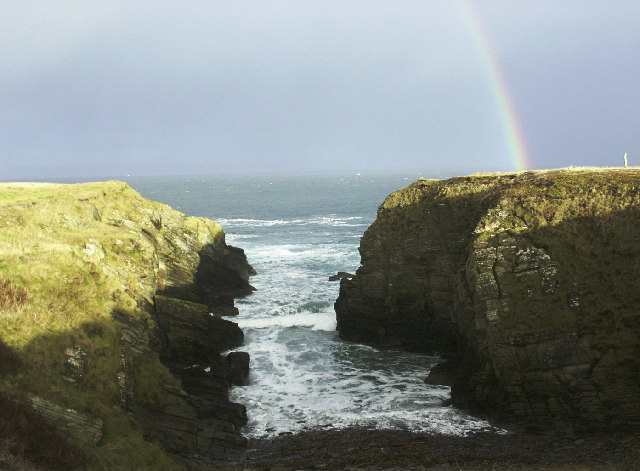
Panorami locali